# Siyaku
Siyaku è un comune dell'Azerbaigian situato nel distretto di Astara. Conta una popolazione di 1 281 abitanti.